# Deutsche Meisterschaften im Freestyle-Skiing 2021
Die Deutschen Meisterschaften im Freestyle-Skiing 2021 fanden im Slopestyle am 22. und 23. August 2020 im Snow Dome Bispingen in Bispingen, die im Big Air fanden am 7. März 2021 in Götschen, die im Ski Cross fanden nicht am 6. und 7. März 2021 in Grasgehren statt. Die Deutschen Meisterschaften werden vom Internationalen Ski-Verband (FIS) und vom Deutschen Skiverband veranstaltet. Alle Rennen werden zumeist international besetzt, um die Deutsche Meisterschaft fahren jedoch nur die deutschen Teilnehmer.

## Slopestyle

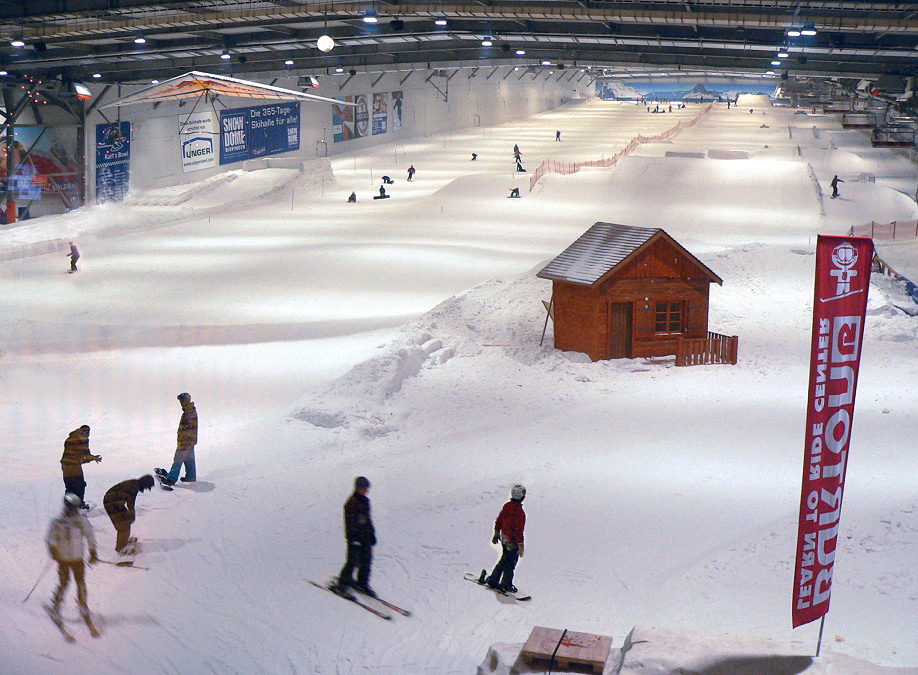
Snow Dome Bispingen

### Zeitplan
| Datum           | Uhrzeit                | Wettkampf                                |
| --------------- | ---------------------- | ---------------------------------------- |
| Fr., 21. August | 08:30 – 14:30 Uhr      | Anmeldung im Rennbüro                    |
| Fr., 21. August | 10:00 – 10:10 Uhr      | 1. Inspektion im Snowpark                |
| Fr., 21. August | 10:15 – 14:00 Uhr      | 1. Trainingseinheit im Snowpark          |
| Fr., 21. August | 16:00 – 16:10 Uhr      | 2. Inspektion im Snowpark                |
| Fr., 21. August | 16:15 – 20:00 Uhr      | 2. Trainingseinheit im Snowpark          |
| Fr., 21. August | 20:15 Uhr              | TC-Treffen im Rennbüro                   |
| Sa., 22. August | Elite Damen & Männer   | Elite Damen & Männer                     |
| Sa., 22. August | 09:00 – 09:10 Uhr      | Inspektion im Snowpark                   |
| Sa., 22. August | 09:15 – 10:15 Uhr      | Training (alle)                          |
| Sa., 22. August | 10:20 – 10:50 Uhr      | 1. Qualifikationslauf (1. Runde) (w / m) |
| Sa., 22. August | 10:50 – 11:20 Uhr      | 1. Qualifikationslauf (2. Runde) (w / m) |
| Sa., 22. August | 11:30 – 11:40 Uhr      | Warm Up für 2. Qualifikationslauf        |
| Sa., 22. August | 11:40 – 12:10 Uhr      | 2. Qualifikationslauf (1. Runde) (w / m) |
| Sa., 22. August | 12:10 – 12:40 Uhr      | 2. Qualifikationslauf (2. Runde) (w / m) |
| Sa., 22. August | 13:00 – 13:30 Uhr      | Warm Up fürs Finale                      |
| Sa., 22. August | 13:30 – 13:50 Uhr      | Finale Lauf 1 (w / m)                    |
| Sa., 22. August | 14:00 – 14:20 Uhr      | Finale Lauf 2 (w / m)                    |
| Sa., 22. August | 14:20 – 14:40 Uhr      | Finale Lauf 3 (w / m)                    |
| Sa., 22. August | 15:00 Uhr              | Siegerehrung im Zielbereich              |
| Sa., 22. August | 16:00 Uhr              | TC-Treffen im Rennbüro                   |
| So., 23. August | Juniorinnen & Junioren | Juniorinnen & Junioren                   |
| So., 23. August | 09:00 – 09:10 Uhr      | Inspektion im Snowpark                   |
| So., 23. August | 09:15 – 10:15 Uhr      | Training (alle)                          |
| So., 23. August | 10:20 – 10:50 Uhr      | 1. Qualifikationslauf (1. Runde) (w / m) |
| So., 23. August | 10:50 – 11:20 Uhr      | 1. Qualifikationslauf (2. Runde) (w / m) |
| So., 23. August | 11:30 – 11:40 Uhr      | Warm Up für 2. Qualifikationslauf        |
| So., 23. August | 11:40 – 12:10 Uhr      | 2. Qualifikationslauf (1. Runde) (w / m) |
| So., 23. August | 12:10 – 12:40 Uhr      | 2. Qualifikationslauf (2. Runde) (w / m) |
| So., 23. August | 13:00 – 13:30 Uhr      | Warm Up fürs Finale                      |
| So., 23. August | 13:30 – 13:50 Uhr      | Finale Lauf 1 (w / m)                    |
| So., 23. August | 14:00 – 14:20 Uhr      | Finale Lauf 2 (w / m)                    |
| So., 23. August | 14:20 – 14:40 Uhr      | Finale Lauf 3 (w / m)                    |
| So., 23. August | 15:00 Uhr              | Siegerehrung im Zielbereich              |

### Ergebnisse

#### Elite Damen
Die Veranstaltung der Elite Damen wurde abgesagt.

#### Elite Männer
| Platz | Name              |
| ----- | ----------------- |
| 01    | Jakob Gessner     |
| 02    | Vincent Veile     |
| 03    | David Zehentner   |
| 04    | Bojan Stankovic   |
| 05    | Marian Sumka      |
| 06    | Gabriel Belke     |
| 07    | Sebastian Fischer |

#### Juniorinnen
Die Veranstaltung der Juniorinnen wurde abgesagt.

#### Junioren
Die Veranstaltung der Junioren wurde abgesagt.